# Zuydcoote
Zuydcoote (en neerlandés, Zuidkote) es una comuna francesa situada en el departamento del Norte, en la región de Alta Francia.

## Demografía
| Gráfica de evolución demográfica de Zuydcoote entre 2006 y 2021 |
|                                                                 |

Fuente: INSEE.